# Den osynlige mannen (film, 1992)
Den osynlige mannen (engelska: Memoirs of an Invisible Man) är en amerikansk science fiction-komedifilm från 1992 i regi av John Carpenter. Filmen är baserad på romanen Memoirs of an Invisible Man av Harry F. Saint. 

## Handling
Chevy Chase och Daryl Hannah spelar huvudrollerna. Chevy Chase spelar Nick Halloway, en börsanalytiker som under ett möte på ett atomforskningslabb somnar samtidigt som det inträffar en olycka i byggnaden; när han vaknar upp har han blivit osynlig och har en hel armé av CIA-agenter som är på jakt efter honom.

## Rollista i urval
- Chevy Chase - Nick Halloway
- Daryl Hannah - Alice Monroe
- Sam Neill - David Jenkins
- Michael McKean - George Talbot
- Stephen Tobolowsky - Warren Singleton
- Jim Norton - Dr. Bernard Wachs
- Pat Skipper - Morrissey